# エルアイイーエイチ
株式会社エルアイイーエイチ（英: Life Intelligent Enterprise Holdings Co.,Ltd.）は東京都中央区に本社を置く事業持株会社。

## 概要
アルミダイカスト製品の製造を行う東京理化工業所（現・川金ダイカスト工業）の持株会社として設立され、酒類製造業、教育関連企業などを傘下に持つ。2016年10月、東京理化工業所を川金ホールディングスに譲渡し、ダイカスト事業から撤退。
子会社ウィッツが運営するウィッツ青山学園高等学校において就学支援金の不正受給問題が発覚し、約2億円のコンサルタント料を受け取っていたため2016年9月には東京地検特捜部による家宅捜索が行われた。
前代表取締役社長である福村康廣による役員報酬の増額要求や役員に対してのパワーハラスメントなどが行われていたことがら内部統制が無効化されていたことが明らかとなり、2025年3月27日に東京証券取引所から特別注意銘柄の指定を受けた。

## 沿革
- 1934年9月 - 東京理化工業所創業。
- 1946年2月 - 株式会社東京理化工業所（現：川金ダイカスト工業）設立。
- 1962年11月 - 東証二部上場。
- 2004年10月 - 東京理化工業所の完全親会社として、株式移転により純粋持株会社の株式会社東理ホールディングスを設立。
- 2005年
  - 5月 - 株式会社オリオンキャピタル・インベストメントを設立。
  - 6月 - 山田酒販（現・ボン・サンテ）を子会社化。
  - 10月 - 株式会社創研を子会社化。
  - 11月 - 株式会社創育を設立、老松酒造株式会社を子会社化。
  - 12月 - コブコ株式会社を子会社化（2006年12月に売却）。
- 2006年
  - 1月 - 株式会社日本スウェーデン福祉研究所を子会社化。
  - 3月 - 株式会社シャフトを設立。
- 2007年3月 - 株式会社なごみ設計、株式会社エスジーエヌ、株式会社ウィッツ、株式会社プレイメイト（後のドリームマジック）の株式を取得し子会社化。
- 2009年7月 - 株式会社ドリームマジックを売却。
- 2014年4月 - 株式会社シャフト及び株式会社エスジーエヌを吸収合併。
- 2016年
  - 9月 - 子会社の株式会社ウィッツが運営するウィッツ青山学園高等学校の全国に40拠点あるうちの一つ、「四谷LETSキャンパス」が起こした就学支援金不正受給問題で同社の元監査役が逮捕、東京地検特捜部により東理ホールディングス本社の家宅捜索も実施された[2]。この問題を発端に関東以外の都道府県の一部のLETSキャンパスが運営会社と健全な関係が保てないと判断しウィッツとの関係を解除。その他のLETSキャンパスも継続契約を保留している。
  - 10月 - 東京理化工業所を川金ホールディングスに譲渡。ダイカスト事業から撤退。
- 2019年1月 - 株式会社エルアイイーエイチに商号を変更[3][4][5]。
- 2020年4月 -  株式会社なごみ設計をエス・サイエンスに譲渡[6]。
- 2021年7月 - 株式会社越後伝衛門の事業譲渡 [7]
- 2023年9月 - 株式会社TransCool（苫小牧市）の株式を取得し、子会社化[8]。
- 2024年7月 -  株式会社ボン・サンテの事業のうち、「業務スーパー」や「酒&業務スーパー酒市場ヤマダ」の事業をG-7ホールディングスに譲渡。新会社「株式会社エフミート」を設立し、食肉事業部及び管理部門を継承 [9] エス・サイエンスから 株式会社なごみ設計の全株式を取得。再度子会社化 [10]
- 2024年10月 - 株式会社フェニックス・エンターテイメント・ツアーズの全株式を取得。子会社化[11] MAGパートナーズ株式会社 (現:JADEX福祉サービス株式会社)の株式を取得。子会社化 [12]
- 2025年3月 - 保有する株式会社エス・サイエンス全株式をKAY LEO BROTHERS LIMITEDに譲渡し、持分法適用会社から除外[13]。内部管理体制の改善が必要として、東京証券取引所から特別注意銘柄の指定を受ける[14]。

## グループ会社
本社記載がない企業は、エルアイイーエイチの本社と
食品流通事業
- 株式会社エフミート（本社：神奈川県川崎市川崎区）- 輸入肉、国産肉、食料品の販売・輸送

酒類製造事業
- 老松酒造株式会社（本社:大分県日田市）- 焼酎および清酒の製造・販売

教育関連事業
- 株式会社創研（本社：大阪府大阪市城東区）- 学習材の製作やeラーニング事業を行う[15]。
- 株式会社吉野創育 - 学校や学習塾向け学習材、模擬テストの製作を行う。
- 株式会社日本スウェーデン福祉研究所（本社：東京都港区）- 認知症緩和ケア教育事業などを行う。
- 株式会社ウィッツ（本社：大阪市天王寺区）- 構造改革特区制度により三重県伊賀市に開設されたウィッツ青山学園高等学校の運営を行っていた。2017年3月31日に同校が閉校したため、現在は事業を行っておらず、訴訟への対応など残務整理のためにのみ存続している[16]。

### 福祉関連事業
- JADEX福祉サービス株式会社 - 障がい者就労支援施設の運営

### 旅行事業
- 株式会社フェニックス・エンターテイメント・ツアーズ（本社:東京都港区）

### リフォーム関連事業
- 株式会社なごみ設計(本社:横浜市中区)

2020年にエス・サイエンスに譲渡されたが、2024年7月に再度子会社化
その他事業
- 株式会社オリオンキャピタル・インベストメント（本社：東京都中央区）- 損害保険・生命保険の特約店業務を行う。
- 株式会社TransCool（本社：北海道苫小牧市） - 学習塾（進学予備校トランスクール）、看護学生向け学習塾（TC看護カレッジ）、在宅看護事業を展開[17]。

### かつてのグループ会社
ダイカスト事業
- 川金ダイカスト工業（旧・東京理化工業所）
- 株式会社ボン・サンテ
- 株式会社グローバルフード&リカーサプライ
- 株式会社越後伝衛門